# Lilja Löffler
Lilja Löffler (* 1981 in Berlin) ist eine deutsche Schauspielerin.
Nach kleineren Rollen in der Fernsehserie Hallo, Onkel Doc! (1998) und im Kinofilm Sonnenallee (1999) folgte eine Hauptrolle in Cyril Tuschi Erstlingsfilm SommerHundeSöhne (2004). Daneben werden ein Kurzauftritt im Kinofilm Æon Flux (2005), eine kleinere Episodenrolle in der Folge Der Mann aus Calais aus der Serie SOKO Wismar sowie Auftritte in Werbespots (Saturn, Schwäbisch Hall, Coca-Cola) verzeichnet.

## Filmografie
- 1998: Hallo, Onkel Doc! (Fernsehserie, Folge Das Findelkind)
- 1999: Sonnenallee
- 2004: SommerHundeSöhne
- 2005: Æon Flux
- 2009: SOKO Wismar (Fernsehserie, Folge Der Mann aus Calais)
- 2016: Muito Romântico